# Cvetka
Cvetka ist ein weiblicher Vorname.

## Herkunft und Bedeutung
Der Name wird vor allem im Slowenischen verwendet und ist abgeleitet vom slowenischen cvet, was etwa Blüte, Blühen oder Blume bedeutet.
Die männliche Namensvariante lautet Cvetko.

## Namensträgerinnen
- Cvetka Ahlin (1927–1985), slowenische Opernsängerin
- Cvetka Lipuš (* 1966), österreichische Lyrikerin
- Cvetka Tóth (1948–2020), jugoslawische bzw. slowenische Philosophin